# 高梁市成羽美術館
高梁市成羽美術館（たかはししなりわびじゅつかん、Nariwa Museum）は、岡山県高梁市にある、美術館と自然史博物館の複合施設。

## 概要
岡山県川上郡下原村（現在の高梁市成羽町下原）出身の洋画家で大原美術館の美術品収集を担ったことで知られる児島虎次郎の顕彰を目的として旧成羽町が1953年に開館した。3代目にあたる現在の建物は1994年、高梁市指定史跡である成羽陣屋跡（山崎氏御殿跡）の石垣上に安藤忠雄の設計により建設されたもので、館自体が美術作品としての存在感を有している。
館内では児島虎次郎の作品のほか、児島虎次郎が収集したエジプト等の古代美術品、および成羽町で採掘された日本最古の植物群化石を展示する。

### 沿革
- 1953年（昭和28年）8月8日 - 「成羽町美術館」として開館[1]
- 1967年（昭和42年）8月 - 2代目建物で開館
- 1994年（平成6年）11月 - 3代目建物で開館
- 2009年（平成21年）4月 - 「成羽町美術館」から「高梁市成羽美術館」へ名称変更

## 施設
- 児島虎次郎・絵画展示室 - 児島虎次郎の作品、「登校」、「紫苑と少女」、「和服を着たベルギーの少女」、「酒津の農夫」などの油彩画、デッサン、自作家具のほか、徳永仁臣、太田喜二郎、満谷国四郎、吉田苞、片岡銀蔵、小林和作、田村孝之介、佐藤一章等の作品を展示。
- オリエント展示室 - 児島虎次郎が数度にわたる外遊中に収集した、古代エジプトの美術品を中心に展示するとともに、パネルで歴史を紹介する。
- 化石展示室 - 成羽層群から産出した日本最古の植物群化石、世界的新種30数種を含む約100種・数百点を展示する。
- 多目的展示室
- レクチャールーム
- ミュージアムショップ
- ミュージアムカフェ

## 収蔵品
- 絵画 - 児島虎次郎111作品、満谷国四郎・徳永仁臣他絵画84作品
- 彫刻 - 30作品
- その他美術品 - 児島虎次郎収集品（エジプト、中国、ヨーロッパ）601点
- 化石 - 成羽地方産出化石約700点

## 建築概要
- 設計 - 安藤忠雄・安藤忠雄建築研究所
- 竣工 - 1994年
- 構造 - 鉄筋コンクリート、地上2階・地下1階
- 敷地面積 - 7,607.89m2
- 建築面積 - 1,601.98m2
- 延床面積 - 2,691.98m2
- 備考 - 館周囲に地下水を利用した人工池「流水の庭」と、館内に「静水の庭」を配する

## ギャラリー

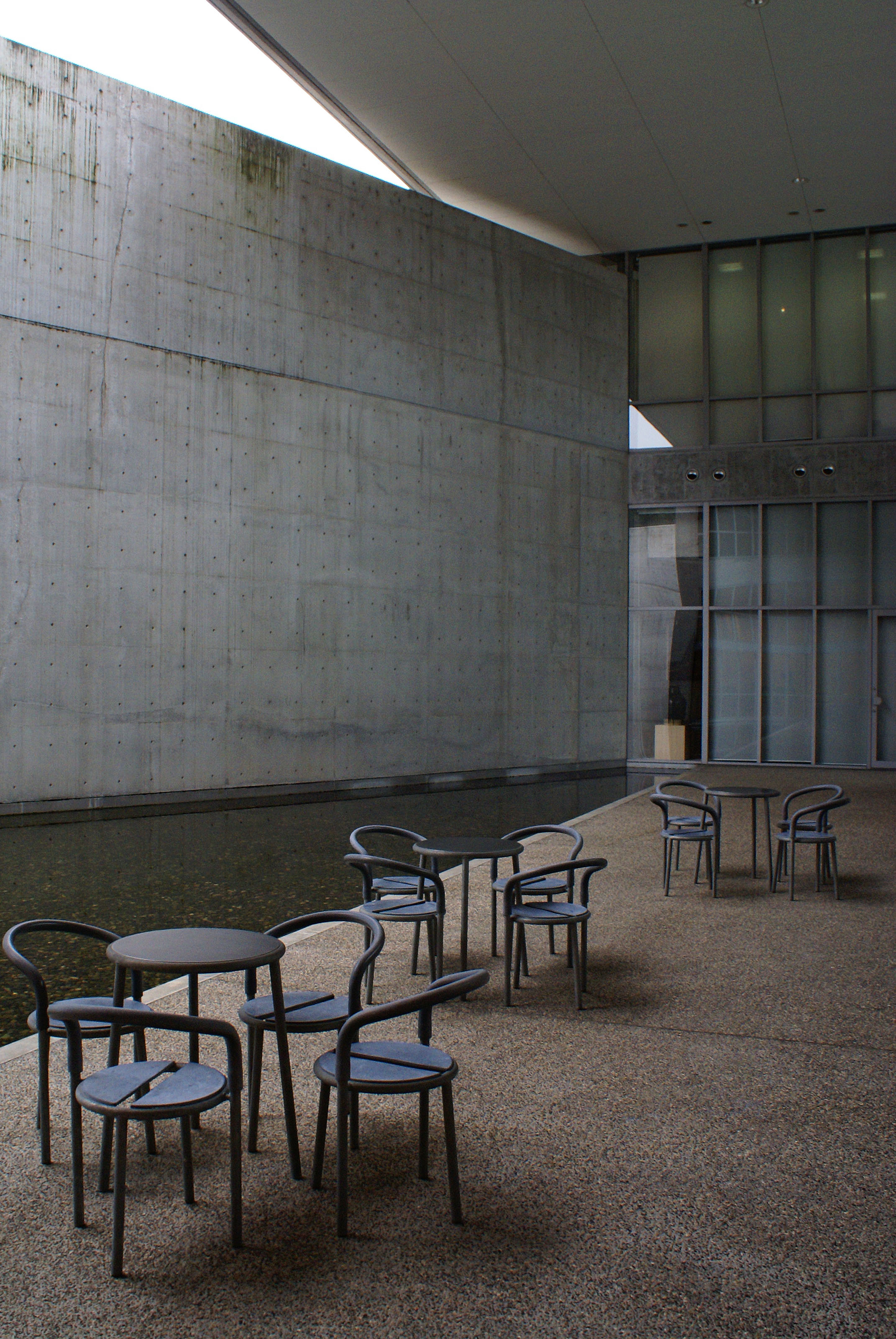
静水の庭のテラス
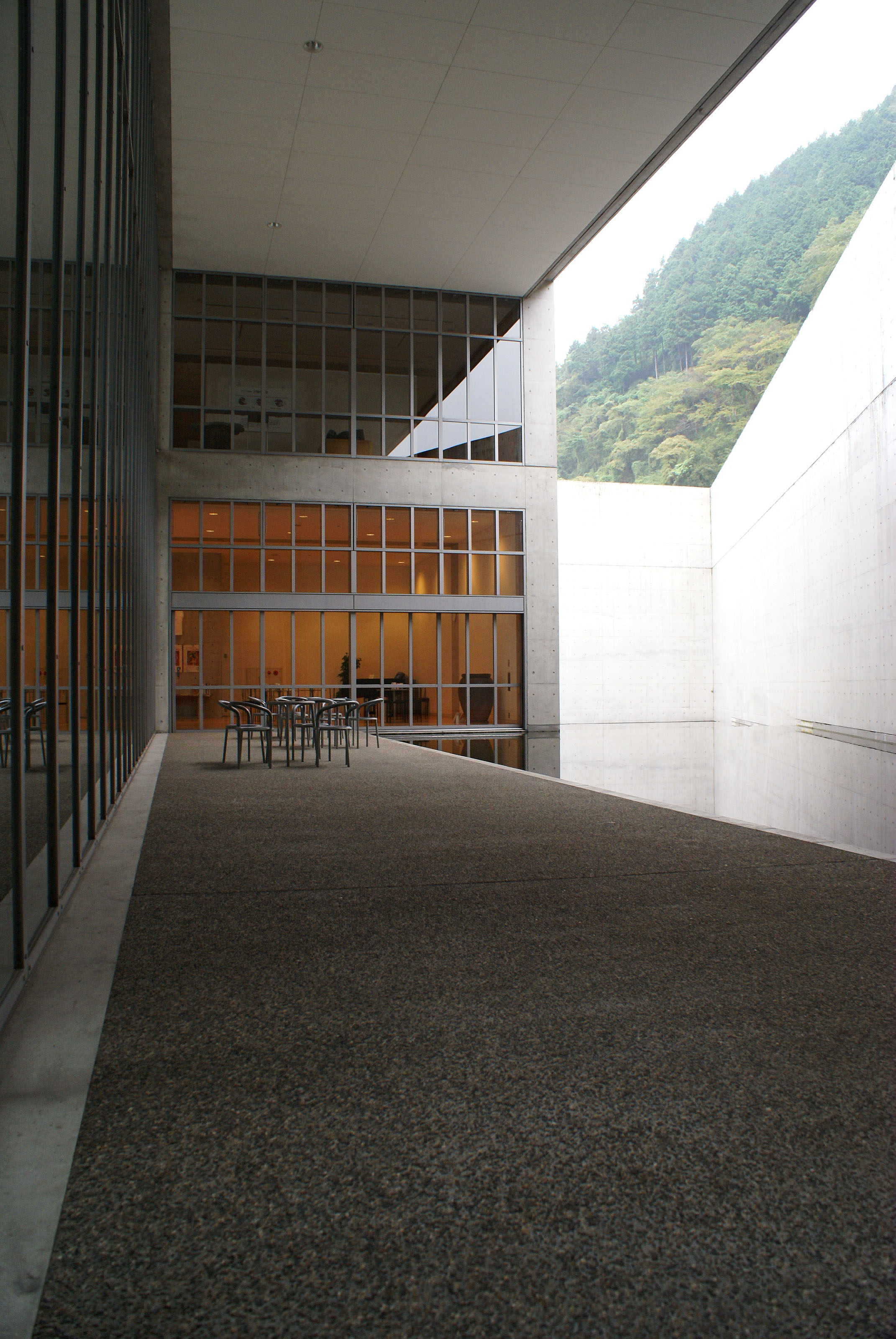
静水の庭のテラス

## 交通アクセス
- JR伯備線 備中高梁駅から備北バスで約20分、「成羽」停留所下車 徒歩1分
- 山陽自動車道 倉敷ICもしくは笠岡ICから約50分
- 岡山自動車道 賀陽ICから約30分、岡山総社IC・有漢ICから約40分
- 中国自動車道 北房ICもしくは新見ICから約50分

## 関連文献
- 『児島虎次郎と高梁市成羽美術館』日本文教出版「岡山文庫」、2019年
- 『児島虎次郎 もうひとつの眼』高梁市成羽美術館編、クレヴィス、2020年

児島虎次郎撮影の写真集。児島塊太郎・松岡智子・澤原一志 解説